# Episema ramburi
Episema ramburi är en fjärilsart som beskrevs av Hans Zerny 1927. Episema ramburi ingår i släktet Episema och familjen nattflyn. Inga underarter finns listade i Catalogue of Life.